# Turnišće
Turnišće is een plaats in de gemeente Konjščina in de Kroatische provincie Krapina-Zagorje. De plaats telt 295 inwoners (2001).